# فرانتیشک چرنیک
فرانتیشک چرنیک (چکی: František Černík؛ زادهٔ ۳ ژوئن ۱۹۵۳) بازیکن هاکی روی یخ اهل چکسلواکی بود.